# Deflexilodes tuberculatus
Deflexilodes tuberculatus är en kräftdjursart som först beskrevs av Boeck 1871.  Deflexilodes tuberculatus ingår i släktet Deflexilodes och familjen Oedicerotidae. Inga underarter finns listade i Catalogue of Life.